# 沙坝镇 (茂县)
三龙乡，是中华人民共和国四川省阿坝藏族羌族自治州茂县下辖的一个乡镇级行政单位。2019年12月，撤销三龙乡，将其所属行政区域划归沙坝镇管辖。源出清初乾隆羌族村寨「三齊三十六寨」。

## 行政区划
三龙乡下辖以下地区：
纳呼村、勒依村、卓吾寨村、黄草坪村和富布寨村。